# Части света
Ча́сти све́та — регионы суши, включающие материки или их крупные части вместе с близлежащими островами.
Принято выделять шесть частей света: Австралию (или Австралия и Океания); Азию; Америку; Антарктиду; Африку; Европу.
Иногда в особую часть выделяется Океания. Реже её рассматривают вместе с Австралией как сдвоенную часть света Австралия и Океания (Океания).
Не следует смешивать деление на части света с делением на материки (синоним — континенты), а также на Старый Свет (Евразия и Африка), известный до открытия Америки, и Новый Свет (обе Америки). Деление суши на части света сложилось исторически.

## Модели деления на части света
В мире существует несколько традиций разделения земель на материки и части света.
| Число частей света в разных традициях                                      | Число частей света в разных традициях | Число частей света в разных традициях | Число частей света в разных традициях | Число частей света в разных традициях | Число частей света в разных традициях | Число частей света в разных традициях | Число частей света в разных традициях | Число частей света в разных традициях |
| -------------------------------------------------------------------------- | ------------------------------------- | ------------------------------------- | ------------------------------------- | ------------------------------------- | ------------------------------------- | ------------------------------------- | ------------------------------------- | ------------------------------------- |
| Цветами выделены части суши, выделяемые в континенты в различных культурах |                                       |                                       |                                       |                                       |                                       |                                       |                                       |                                       |
| Четыре                                                                     | Афроевразия                           | Афроевразия                           | Афроевразия                           | Америка                               | Америка                               | Антарктида                            | Австралия                             |                                       |
| Пять                                                                       | Африка                                | Евразия                               | Евразия                               | Америка                               | Америка                               | Антарктида                            | Австралия                             |                                       |
| Шесть                                                                      | Африка                                | Европа                                | Азия                                  | Америка                               | Америка                               | Антарктида                            | Австралия                             |                                       |
| Шесть                                                                      | Африка                                | Евразия                               | Евразия                               | Северная Америка                      | Южная Америка                         | Антарктида                            | Австралия                             |                                       |
| Семь                                                                       | Африка                                | Европа                                | Азия                                  | Северная Америка                      | Южная Америка                         | Антарктида                            | Австралия                             |                                       |

- Модель семи континентов популярна в Китае, Индии, частично в Западной Европе и в англоговорящих странах.
- Модель шести континентов с объединённой Америкой («Части света») популярна в испаноговорящих странах[19] и части восточной Европы, включая Грецию с её пятиконтинентальной моделью (пять населённых континентов)[11].

| Континент   | Длина (с востока на запад и с юга на север, по периферии), км | Доля суши | Население | Доля населения | Плотность населения |
| ----------- | ------------------------------------------------------------- | --------- | --------- | -------------- | ------------------- |
| Афроевразия | 16 449 x 8 224,5                                              | 58 %      | 71 %      | 95 %           |                     |
| Америка     | 8 332 х 4 166                                                 | 29 %      | 12 %      | 22,1 %         |                     |
| Океания     | 4 912 х 2 456                                                 | 8 %       | 8 %       | 3,2 %          |                     |

## Старый Свет и Новый Свет
Деление на части света не следует смешивать с делением на «Старый Свет» и «Новый Свет», то есть с понятиями, обозначающими известные европейцам континенты до 1492 года и после (кроме Австралии и Антарктиды). Старым Светом именовались все три «известных древним» части света — Европа, Азия и Африка, а Новым Светом стала называться часть южного заатлантического материка, открытая португальцами в 1500 и 1501—1502 годах. Считается, что этот термин был предложен Америго Веспуччи в 1503 году, однако такое мнение оспаривается. Ряд источников приписывает эту заслугу итало-испанскому историку Пьетро Мартире д’Ангьера, который уже в письме о первом плавании Колумба, датированном 1 ноября 1492 года, употребляет обозначение в латинской форме «novi orbis», затем год спустя в другом письме трансформирует его в «orbis novus», а в 1516 году публикует известный труд под заголовком, начинающимся с «De orbe novo…» («В Новом свете…»), описывая первый контакт европейцев с коренными обитателями открытых земель. В 1524 году этот же термин был использован Джованни да Верраццано — уже и для рассказа о плавании к побережью Северной Америки (современные США и Канада). В любом случае, вслед за первооткрытыми берегами наименование Новый Свет стали применять ко всему южному материку, а с 1541 года, вместе с названием «Америка», оно было распространено и на северный материк, обозначая четвёртую часть света после Европы, Азии и Африки.

## Части света на олимпийских кольцах
Пять олимпийских колец символизируют пять континентов. Однако, вопреки распространённой версии, каждое из колец не относится к какому-то конкретному континенту.